# Verfassungen der Helvetischen Republik

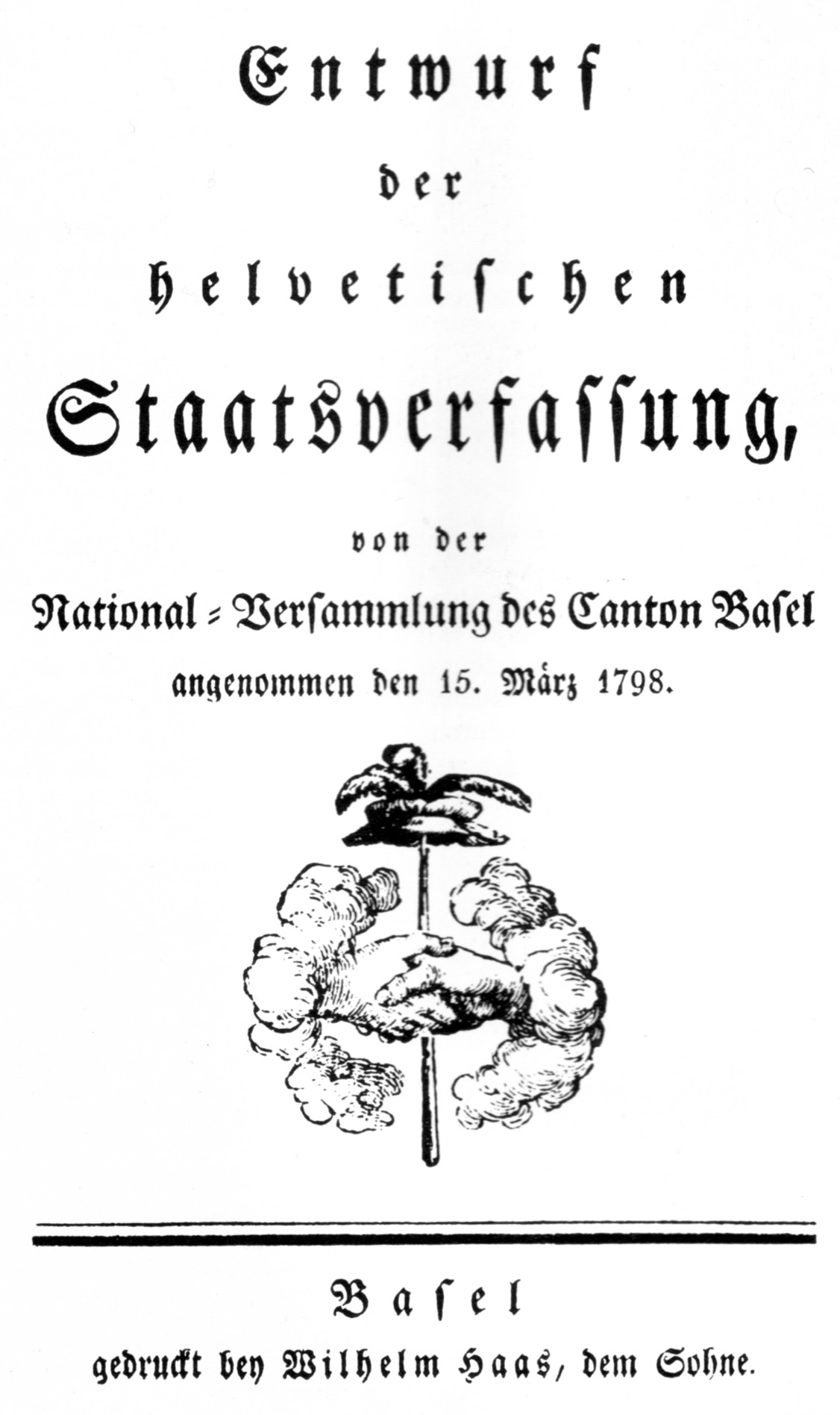
Titelblatt der ersten Verfassung der Helvetischen Republik 1798

Die beiden Verfassungen der Helvetischen Republik stammen vom 12. April 1798 und vom 29. Mai 1801. Die zweite Verfassung ist auch als Verfassung von Malmaison bekannt, da sie auf Schloss Malmaison, dem Landsitz Napoleons, entstand. Die von der Besatzungsmacht Frankreich diktierten Verfassungen folgten Grundsätzen der Aufklärung und der Menschenrechte, stiessen jedoch unter anderem aufgrund ihrer zentralistischen Ausrichtung in der Schweiz, die als Alte Eidgenossenschaft noch ein lockerer Staatenbund gewesen war, auf erheblichen Widerstand. Auch die Verfassung von Malmaison, die als Kompromiss zwischen Zentralismus und Föderalismus vorgesehen war, konnte keine Seite befriedigen. Sie wurde am 19. Februar 1803 durch die Mediationsakte abgelöst.

## Vorgeschichte
Die revolutionären Ideen der Französischen Revolution fanden auch in der Schweiz grosses Interesse, zuerst im Fürstbistum Basel, wo bereits am 20. Januar 1798 die Freiheitsurkunde aus- und der Freiheitsbaum aufgestellt wurde, dann in der Stadtrepublik Genf. Dort kam es mit französischer Hilfe zum Umsturz und man gab sich bereits 1796, als erster Schweizer Landesteil, eine demokratische Verfassung. In der Stadt Basel marschierten ebenfalls französische Truppen ein, da dort die Österreicher standen, mit denen sich Frankreich im Krieg befand. Ein anderer Teil des Fürstentums Basel, die Raurakische Republik, wurde 1793 kurzerhand von Frankreich annektiert. Mit der Landnahme der restlichen Alten Eidgenossenschaft durch französische Truppen wurde in dem vorher schon durch langjährige Staatsverträge stark von Frankreich abhängigen Land nun auch französisches Recht und französische Verwaltung eingeführt.
Eine besondere Episode spielte sich in Lausanne ab: Wie auch in anderen waadtländischen Städten wurde am 14. Juli 1791 ein „Freudenfest“ zum Jahrestag der Erstürmung der Bastille durchgeführt, von der Obrigkeit als „Kampfansage“ verstanden und mit 3000 Soldaten niedergeknüppelt. Harte Strafen, provozierendes Gehabe der Untersuchungskommission, die unter militärischem Schutz operierte, und unverhältnismässige Drohungen disqualifizierten die Staatsmacht zusätzlich. Mehrere Pfarrer, die an dem Freudenfest beteiligt waren oder dies offen befürwortet hatten, wurden ihrer Ämter enthoben, inhaftiert oder verbannt. Den Vetter des später noch zu Ruhm kommenden Frédéric-César de La Harpe verurteilte man zum Tode. Seine Flucht vor der Hinrichtung führte zur Beschlagnahme seines gesamten Vermögens.
Widerstrebende Kräfte, die teils neue Machtverhältnisse und bürgerlich-demokratische Freiheitsrechte begrüssten, mit den Unitariern teils den Erhalt und die Einigung der Alten Eidgenossenschaft favorisierten, wurden von Napoleon geschickt gegenseitig ausgespielt, indem er ihnen wechselseitig kleine Zugeständnisse machte. Er erhoffte sich von einer schwachen, uneinigen Schweiz grosse Vorteile, da sie besser von aussen zu lenken wäre. Die Kriegslast, die den Schweizern in Form von höheren Abgaben und Zwangseinquartierungen von Soldaten in Schweizer Wohnhäuser aufgebürdet wurden, führten zu antifranzösischer Stimmung.

## Die erste Verfassung

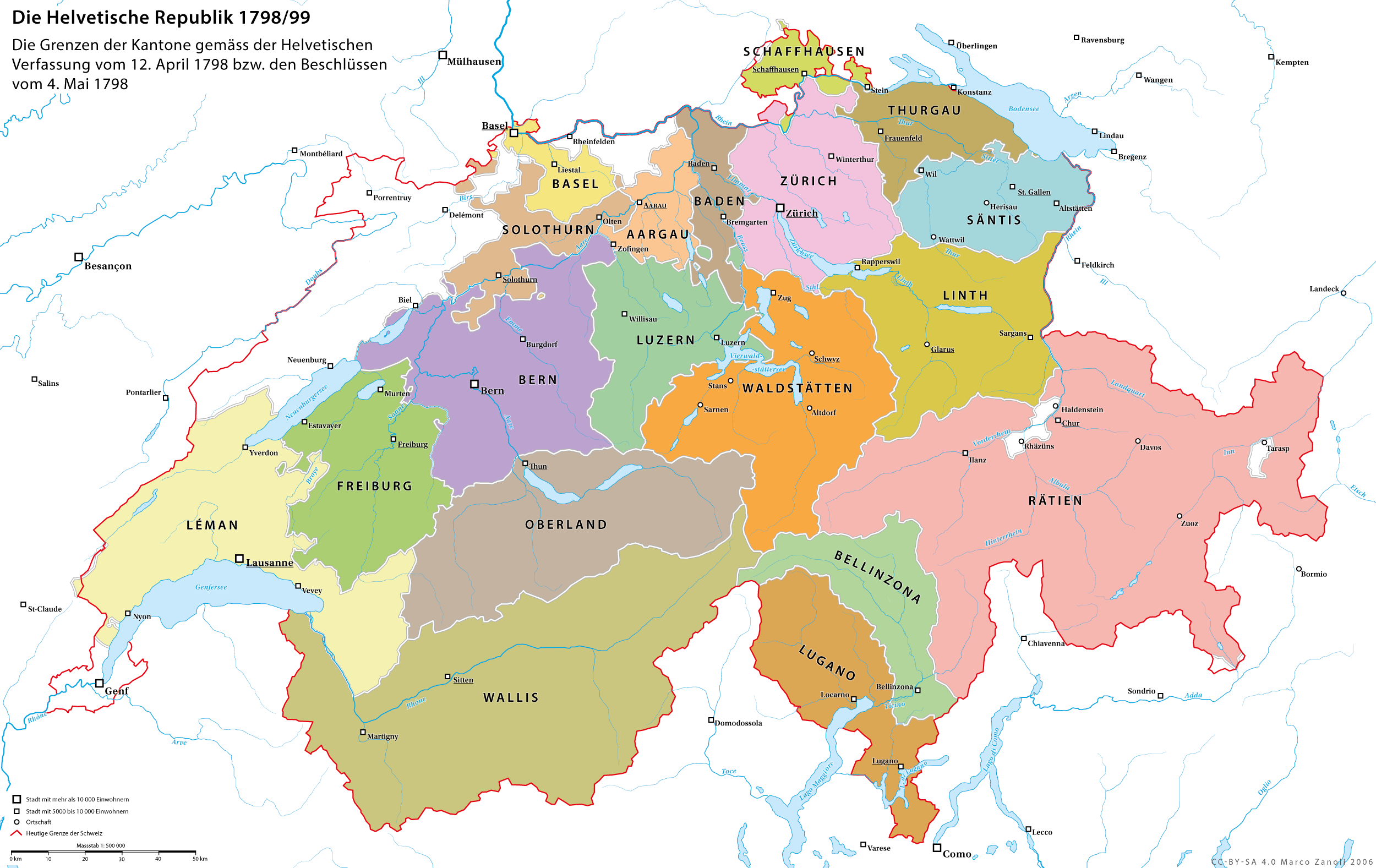
Karte der Kantone gemäss der ersten Verfassung vom 12. April/5. Mai 1798

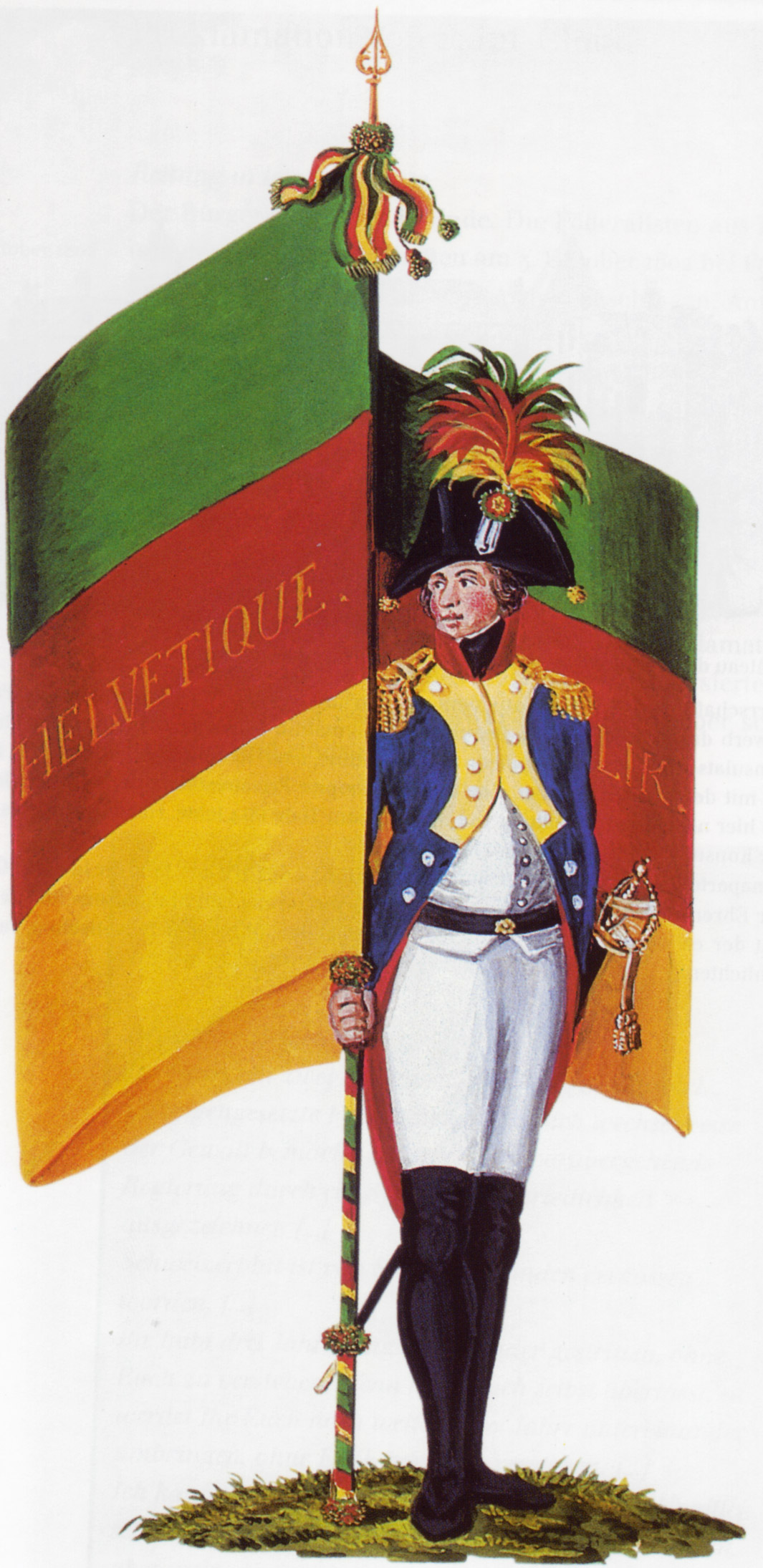
St. Galler Fähnrich mit der Trikolore der Helvetischen Republik

Die erste Schweizer Verfassung wurde am 12. April 1798 in der pro-französischen, tagsatzungserprobten Stadt Aarau ausgerufen und gilt als Gründungsdatum der Helvetischen Republik. Ihr gehörten die zehn Kantone Aargau, Basel, Bern, Freiburg, Léman, Luzern, Oberland, Schaffhausen, Solothurn und Zürich an. Zur Exekutive wurde – analog zum französischen Direktorium – das Helvetische Direktorium gewählt, das jedoch nur aus Republikanern bestand, dem es somit an «Bodenhaftung» und Durchsetzungskraft fehlte und das daher von Beginn an als schwach galt. Zudem gehörten die Innerschweizer und Ostschweizer Kantone nicht dem Staatenbund an, da sie auf ihre Souveränität pochten. Als Identifikation wurde der Freiheitsbaum mit dem Tellhut, als Nationalfarben wurden Grün-Rot-Gelb bestimmt.
Die Wesensmerkmale dieser Verfassung waren stark von den französischen und nordamerikanischen Freiheitsidealen adaptiert. Nach den Grundsätzen der Aufklärung und der Menschenrechte verpflichtete sich die staatliche Macht zur Gewährung einheitlicher Bürgerrechte, Religions- und Gewissensfreiheit, Presse- und Meinungsfreiheit sowie der Abschaffung von Leibeigenschaft, Feudaldruck und den Vorrechten der Geburt. Auch die Verfolgung von Straftaten und die Kontrolle der Regierungstätigkeit waren Bestandteil dieser Verfassung.
Ihr Verfasser, der Basler Jurist und Politiker Peter Ochs, konnte jedoch seine Ideen nicht vollständig durchsetzen. Er hatte beabsichtigt, diese Verfassung zunächst in seiner Heimatstadt zu erproben und den Bedürfnissen anzupassen, bevor andere Kantone sie freiwillig übernehmen könnten. Das von Ochs bewusste als Provisorium vorgesehene Gesetzeswerk wurde aber bald nach Inkrafttreten von seinen Gegnern als «höllisches Ochsenbüchlein» verunglimpft, da von französischer Seite Teile hinzugenommen worden waren, die sich verhängnisvoll auswirkten: Entscheidender Makel war die Verpflichtung aller Kantone, diese Verfassung sofort zu unterschreiben, da man fürchtete, der helvetische Einheitsstaat würde von sich selbst aus keine Mehrheit finden. Ausserdem wollte man feindlichen Kräften wie England und Österreich keine Gelegenheit geben, auf die Helvetier einzuwirken, wie unlängst zuvor in Holland geschehen. Durch den militärischen Sieg konnte Frankreich seinen Einfluss geltend machen und „fügte so der neuen demokratischen Ordnung vor ihrer Konstituierung grossen Schaden zu“.
Nachdem der Erste Koalitionskrieg mit der Okkupation des Schweizer Gebiets durch die Franzosen und dem Frieden von Campo Formio formal beendet war, forcierten sich die widerstrebenden Kräfte im Land noch stärker. Es galt, die Vormacht zu erringen, um die gewünschte Staatsmacht durchsetzen zu können. Dazu bedurfte es einer Verfassung, die in verschiedenen Entwürfen von den konkurrierenden Strömungen vorgelegt wurden. Fast jeder der beteiligten Kantone legte einen eigenen Entwurf vor. Zu den Unterschieden gehörten zum einen unterschiedliche Vorschläge zur Grenzziehung zwischen den Kantonen, zum anderen divergierende Auffassungen über die Autonomie sowohl der Kantone gegenüber der neuen Staatsmacht als auch über die Befugnisse ihrer Bürger.
Hinzu kamen auch geopolitische Überlegungen, die für Frankreich wichtige strategische Möglichkeiten beinhalteten: Von äusserster Wichtigkeit war die gute Überwindung der Alpen nach Norditalien hin, die durch die Sicherung der beiden Pässe Simplon und St. Bernhard gewährleistet wäre. Ferner wurde eine Dreiteilung des Landes erwogen, die grob den Einflusssphären Frankreichs und Österreichs sowie dem reformistischen Mittelland entsprochen hätte.
Nach Alfred Kölz geht der Verfassungstext auf Napoleon selbst zurück: «Nach Anhören verschiedener Schweizerdelegationen und Durchsicht zahlreicher schweizerischer Verfassungsentwürfe, unter anderem eines vom späteren Restaurator Karl Ludwig von Haller redigierten föderalistischen Projektes, [nahm er] die Schweizer Verfassungsfragen selbst an die Hand.»
Nach Nold Halder wurden insbesondere für den Aargau die Entwicklung positiv vorbestimmt, indem Napoleon das obere Fricktal und der ungeteilte Kanton Baden dem Aargau zuschlug. Diese Vergrösserung ist insbesondere als Gegengewicht zum übergrossen Kanton Bern zu verstehen, der zuvor etwa ein Drittel der Schweiz ausmachte dadurch im Gefüge der Kantone geschwächt wurde.
Das Fricktal gehörte zuvor zum Habsburger Territorium; seine Bewohner protestierten um diesen Machtwechsel und zahlten weiter ihre Steuern an die breisgauische Verwaltung, doch mit dem Frieden von Lunéville wurde dieser Wechsel endgültig. Im Gegenzug wurde ein Grossteil des Wallis – dreizehnmal so gross wie das Fricktal – zugunsten Frankreichs abgetrennt.: S. 3–10 Der Protest im Kanton Baden war sehr verhalten. Nur wenige politisch Führende, die noch der alten Regierung anhingen, erwachten aus ihrem «politischen Schlummer», der Trend in der Bevölkerung war aber eine Sympathie, „mit den braven Nachbarn, den Aargauern, vereinigt zu werden“.: S. 14

## Die zweite Verfassung

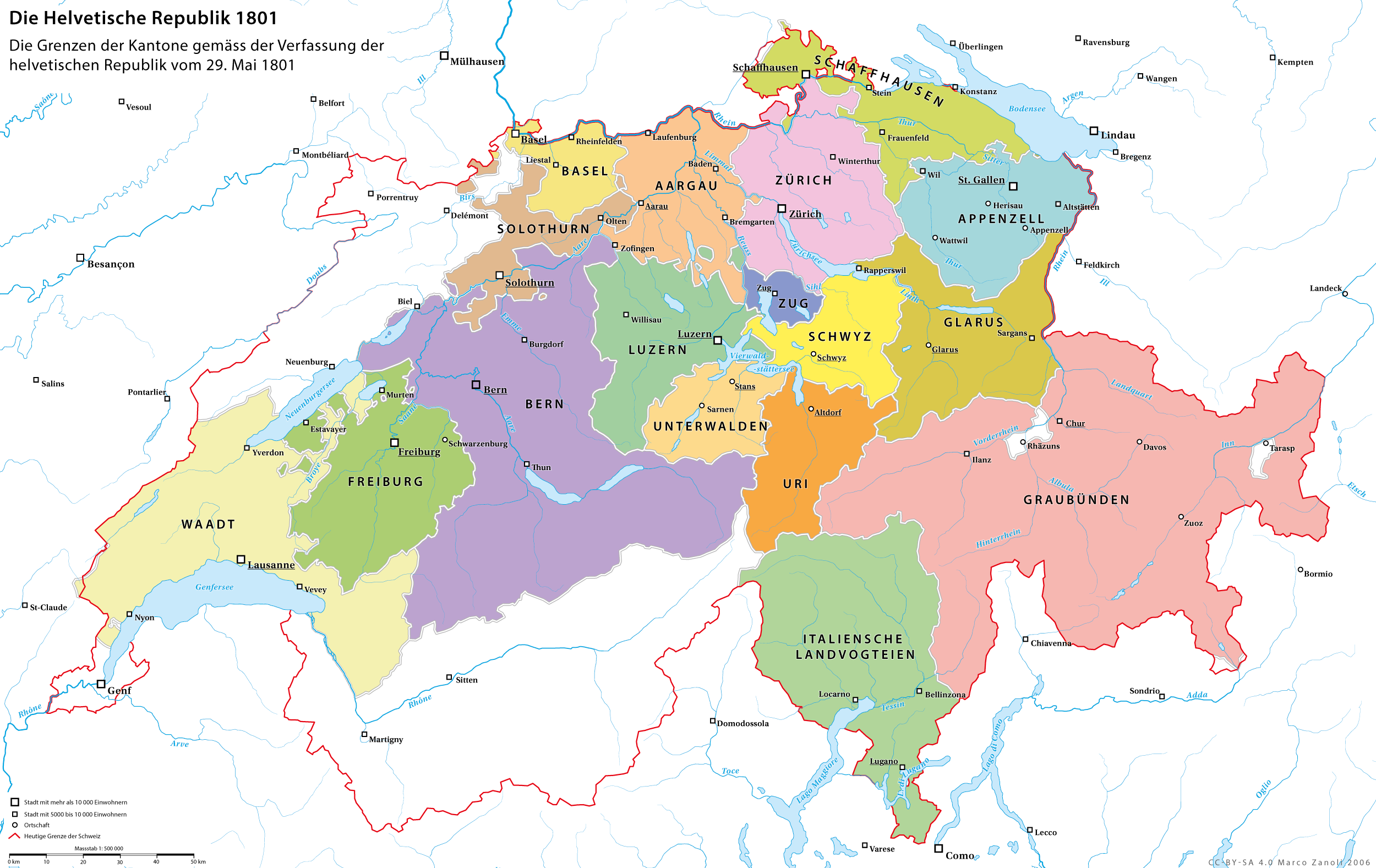
Karte der Kantone gemäss Original-Verfassungsentwurf von Malmaison, 29. Mai 1801

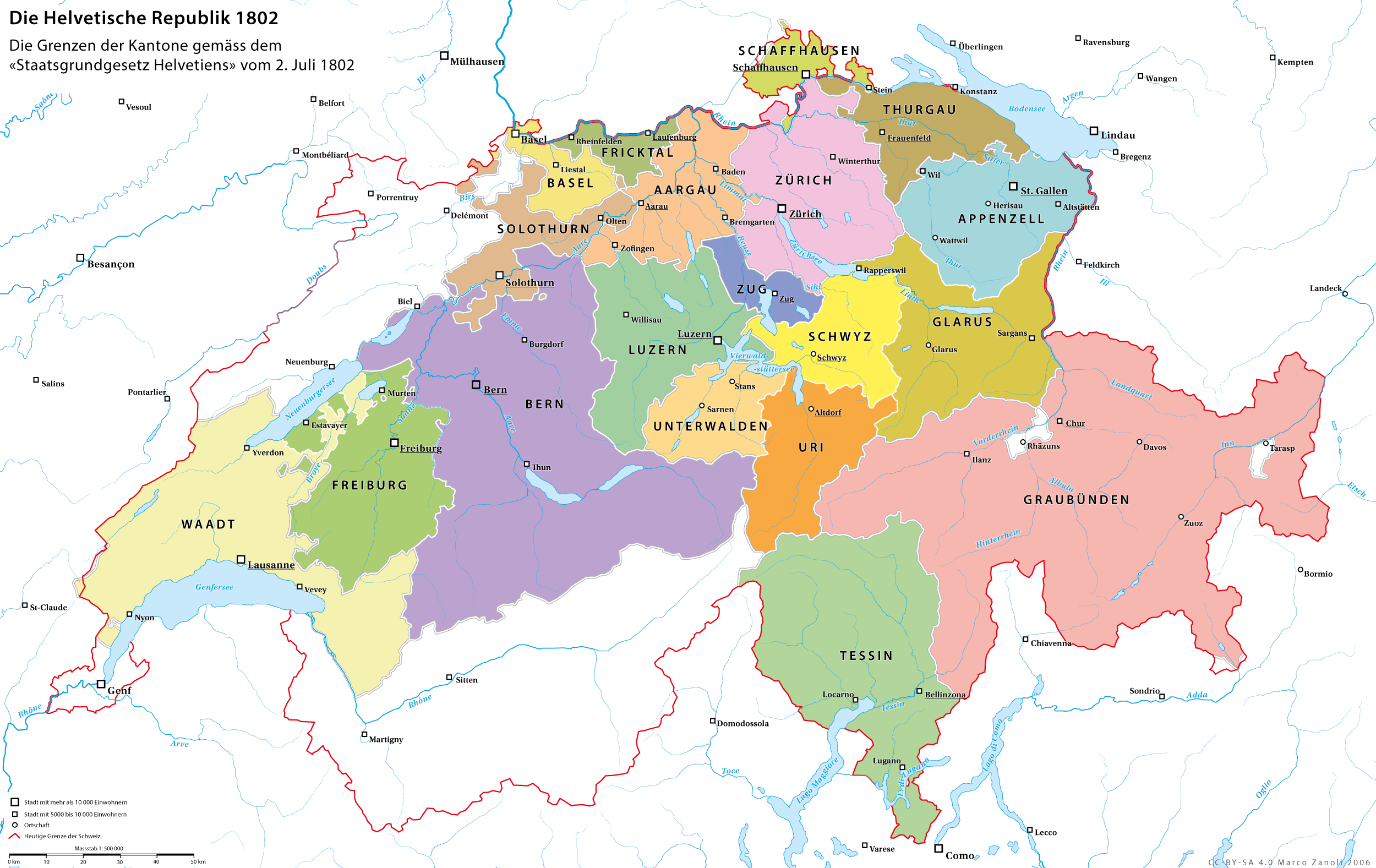
Karte der Kantone gemäss der am 2. Juli 1802 in Kraft gesetzten Zweiten Helvetischen Verfassung

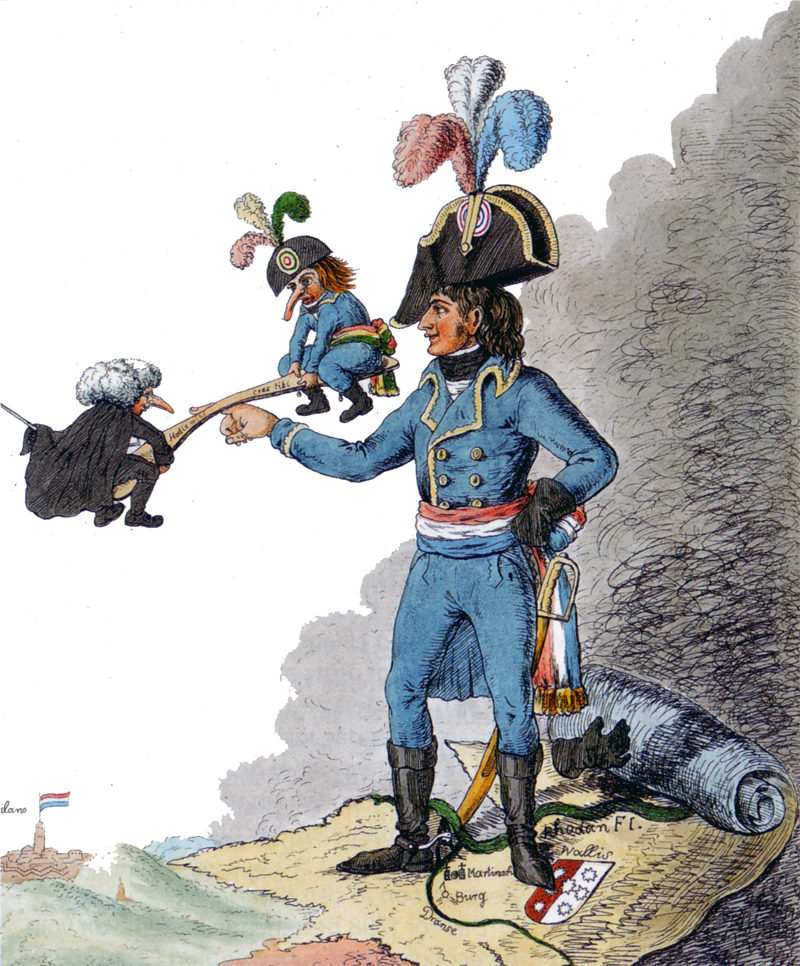
Napoleon spielt mit den beiden widerstrebenden Kräften der Schweiz: Den Nationalisten und den Föderalen

Der Original-Verfassungsentwurf ist in Abschnitte unterteilt. Der erste Abschnitt beginnt mit: «Die helvetische Republik bildet Einen Staat. – Bern ist die Hauptstadt Helvetiens. – Sein Gebiet ist in Cantone eingetheilt.» Anschliessend werden die Grenzen der einzelnen Kantone aufgezeigt. Der zweite Abschnitt regelt «die gemeinsame Organisation der Republik für die Ausübung der Nationalsouveränität, und eine Cantonalorganisation». Ferner:
- Die gemeinsame Organisation umfaßt das allgemeine höhere Polizeiwesen,
- Die bewaffnete Macht für die innere und äußere Sicherheit der Republik,
- Die politischen und diplomatischen Verhältnisse mit dem Auslande,
- Die gleichförmige Verwaltung der bürgerlichen und der peinlichen Rechtspflege,
- Die Bestimmungen desjenigen Antheils an die Staatsabgaben, welche jeder Canton zu liefern hat.
- Die Nationalverwaltung, Salz, Posten, Bergwerke, Kaufhäuser und Zölle,
- Die Verfertigung und Polizen der Münzen,
- Die Ordnung und Polizen für den Handel,
- Die allgemeinen und öffentlichen Unterrichtsanstalten.

Die Kantone sind für die Erhebung und die Verteilung der Grundabgaben zuständig. Kantonal zu regeln sind die sogenannte «Zuchtpolizey», die Nationalgüter und die «Entschädnisse der Geistlichen, die besonderen Erziehungs- und Unterrichtsanstalten».
Im Dritten Abschnitt heisst es: «Die gemeinsame Organisation der Republik ist aus einer Tagsatzung und einem Senat zusammengesetzt. … Die Tagsatzung besteht aus den vereinigten Stellvertretern aller Cantone, in nachstehendem Verhältniß: Bern 9, Zürich 8, Waadtland 7, Aargau, Schafhausen, Graubündten und Appenzell je 6, Luzern, Glarus und Italienische Vogteyen je 5, Freyburg 4, Basel und Solothurn je 3 und Uri, Schwyz, Zug und Unterwalden je 1 Sitz, insgesamt 77 Sitze.» Die Sitzungsperiode betrug fünf Jahre, deren Einberufen erfolgte durch den Senat.

«Der Senat besteht aus zwey Landammännern und drey und zwanzig Räthen. Es können darin nicht mehr als drey Glieder aus einem Canton sitzen.
Der Senat entwirft die Gesetz-Vorschläge, und legt sie den Cantonen zur Annahme vor. Er beschließt alle Maasregeln und Verordnungen, welche die Verwaltung und die allgemeine Polizey betreffen. Er erklärt Krieg, schließt Frieden und Bündnisse, und bestätigt Verträge. … Er wählt aus seiner Mitte die beyden Landammänner. Diese bleiben zehn Jahre im Amt; die einfachen Senatoren fünf Jahr. Die Landammänner führen wechselseise den Vorsitz im Senat, jeder ein Jahr lang. Der Landammann, der nicht den Vorsitz führt, ist der Stellvertreter des andern in Fällen von Krankheit oder Abwesenheit. Der Senat ernennt aus seiner Mitte einen kleinen Rath. Derselbe besteht aus vier Gliedern; der erste Landammann ist ihr Vorsitzer. Dieser Rath ist mit der Vollziehung der Gesetze beauftragt.»

Jeder der vier Glieder dieses Raths ist mit einem der nachfolgenden Regierungsfächer beauftragt: Innere Angelegenheiten, Rechtspflege, Finanzen und Krieg. Alle Beamteten der allgemeinen Verwaltung sind ihm untergeordnet und werden mit Ausnahme der Statthalter von ihm ernannt. Während der vorsitzende Landammann, der auch die Zuständigkeit für das Äussere hat, dreissigtausend Franken Gehalt im Jahr beziehen konnte, bekamen sein Stellvertreter und die vier Mitglieder des kleinen Raths ein Gehalt von sechstausend Franken.
Im vierten Abschnitt wird die «Cantonal-Organisation» abgebildet. Der Statthalter, der vom Landammann gewählt wird, muss die beschlossenen Gesetze vollziehen und die höhere Polizey überwachen. Der fünfte Abschnitt regelt die «Wählbarkeits-Bedinge».

«So trat am 30. April 1801 in der zu Malmaison ertheilten Audienz ein Verfassungsentwurf zu Tage, der zwar den Wünschen keiner Partei recht entsprach; nach diesem Plane, der am 29. Mai in Bern veröffentlicht wurde, sollte auf den September eine allgemeine Tagsatzung zum Behuf der Annahme des von Bonaparte aufgestellten Entwurfes folgen, in der Art, daß vorher durch Kantonstagsatzungen Kantonsorganisationen aufgestellt würden, diese Kantonstagsatzungen ferner die Mitglieder der allgemeinen Tagsatzung wählen sollten.»

### Widerstand
Da die Wahlen zur Tagsatzung eine unitarische Mehrheit ergab, setzte die Tagsatzung eine Verfassungskommission ein, die im September 1801 mit einer Revision im Sinn der Unitarier begann. Die unitarische Mehrheit nahm diese Revision am 24. Oktober an, worauf sich neun Kantone aus der Tagsatzung zurückzogen. Mit Hilfe der französischen Armee kam es am 27./28. Oktober 1801 zum erneuten Staatsstreich. Wie im Friede von Lunéville festgelegt, zogen im Sommer 1802 die französischen Truppen aus der Schweiz ab. Mit diesem Machtvakuum und einem weiteren Staatsstreich im Juni 1802 kam es zum Stecklikrieg, in dem sich die Föderalisten von zehn Kantonen gegen die Helvetische Republik auflehnten. Als Nachwirkung rückten die Franzosen mit ihren Truppen wieder in die Schweiz ein und diktierten die Mediationsakte. Im Juni 1802 kam es mit dem Verfassungsentwurf von Malmaison zur ersten gesamtschweizerischen Volksabstimmung, die jedoch als undemokratisch zu beurteilen ist: Die Abstimmung erfolgte nach dem Veto-Prinzip. Mit 72'000 Ja-Stimmen gegen 92'000 Nein-Stimmen wurde sie angenommen, da letztere bei 167'000 Stimmberechtigten nicht zur absoluten Ablehnung reichten.

## Weitere Entwicklung
Die Verfassung von Malmaison, die als Kompromiss gedacht war, fand auf beiden Seiten keine Unterstützung und wurde am 19. Februar 1803 durch die Mediationsakte abgelöst. Diese Akte kennzeichnet den Beginn der Mediation (1803–1813), die von einer kurzen Restaurationszeit abgelöst und nach dem Wiener Kongress 1815 mit der Bildung der Schweiz in weitgehend heutigen Grenzen besiegelt wurde.
Wichtige Anliegen der Verfassung von Malmaison konnten zwar nicht umgesetzt werden, trotzdem muss sie als Bruch zum Ancien Régime verstanden werden. Erst 1848, also eine Generation später, fanden sich für die zentralen Punkte ihre Befürworter:
- Die Bauernbefreiung und Abschaffung der Zehnten
- System der direkten Steuern
- Vereinheitlichung von Währung, Mass und Gewicht als Grundlage eines gemeinsamen Wirtschaftsraumes